# Edgar Josef Korherr
Edgar Josef Korherr (* 12. Juni 1928 in Wien; † 14. März 2015 in Mödling) war ein österreichischer Theologe und Religionspädagoge. Er war Wegbereiter der Religionspädagogik in Österreich.

## Leben
Edgar Korherr studierte nach seiner Matura am Bundesrealgymnasium Gmünd an der Universität Wien. 1963 wurde er zum Doktor der Philosophie promoviert und erhielt gleichzeitig die Lehrbefähigung für den Religionsunterricht für alle Österreichischen Schultypen. Er war von 1949 bis 1962 als Religionslehrer und von 1962 bis 1968 als Fachinspektor an Sonderschulen im Bereich der Erzdiözese Wien tätig.
1966 erfolgte die Ernennung zum Professor an der Pädagogischen Akademie der Wiener Erzdiözese. Er war zudem seit 1968 Leiter des Katechetischen Instituts Wien. Von 1966 bis 1972 hatte er einen Lehrauftrag an der Ordenshochschule SVD St. Gabriel Mödling inne. 1971 war er Gründungspräsident der Religionspädagogischen Akademie Wien.
1976 erfolgte der Ruf auf den Lehrstuhl für Katechetik und Pädagogik an der Karl-Franzens-Universität Graz. Von 1984 bis 1986 war er Dekan der Theologischen Fakultät. 1996 wurde er emeritiert.
1986 wurde Edgar Korherr vom Kardinal-Großmeister Maximilien Kardinal de Fuerstenberg zum Ritter des Ritterordens vom Heiligen Grab zu Jerusalem ernannt und am 10. Mai 1986 in Salzburg durch Gebhard Koberger, Großprior der österreichischen Statthalterei, in den Orden investiert.
Er war verheiratet mit Eleonore Götzl; aus der Ehe stammen vier Kinder.

## Wirken
Seine Lehr- und Forschungsschwerpunkte waren die Methodik und Didaktik des Religionsunterrichtes an allen Schultypen, Gemeindekatechese, Elternbildung- und Behindertenkatechese sowie Querverbindungen zwischen Religionsunterricht und Kultur.
Korherr war von 1968 bis 1993 Schriftleiter der Christlich Pädagogische Blätter. Er war federführender Redakteur des Österreichischen Katechetischen Direktoriums und Mitautor von zahlreichen Lehrplänen, Schüler- und Lehrerhandbüchern. Er hat mehrere Bücher und zahlreiche Artikel verfasst, die in einigen Sprachen erschienen sind.
Er engagierte sich in verschiedenen nationalen und internationalen Fachgremien. Von 1976 bis 1994 war er Mitglied des Internationalen Katechetischen Rates der Weltkirche und von 1977 bis 1993 Mitglied des Internationalen Katechetischen Rates der römischen Kleruskongregation. 1977 war er Mitglied des Sekretariates der Bischofssynode.
2000 wurde er als ordentliches Mitglied der Theologischen Sektion in die Europäische Akademie der Wissenschaften und Künste aufgenommen.

## Ehrungen und Auszeichnungen
- Kardinal-Innitzer-Preis (1962)
- Österreichisches Ehrenkreuz für Wissenschaft und Kunst I. Klasse (1998)
- Großes Silbernes Ehrenzeichen für Verdienste um die Republik Österreich
- Großes Goldenes Ehrenzeichen des Landes Steiermark
- Großes Ehrenzeichen für Verdienste um das Bundesland Niederösterreich
- Ehrenzeichen der Heiligen Ruper und Virgil in Gold der Erzdiözese Salzburg
- Komturkreuz des Päpstlichen Silvesterordens
- Komturkreuz des Päpstlichen Gregoriusordens
- Senator h. c. der Theologischen Fakultät der Universität Ljubljana (2003)
- Ehrenmitglied in der K.Ö.St.V. Traungau Graz im ÖCV

## Schriften
- Methodik des Religionsunterrichts, 1977
- Beten lehren – beten lernen: Grundkurs der Gebetspädagogik, Styria 1991